# Izakaya

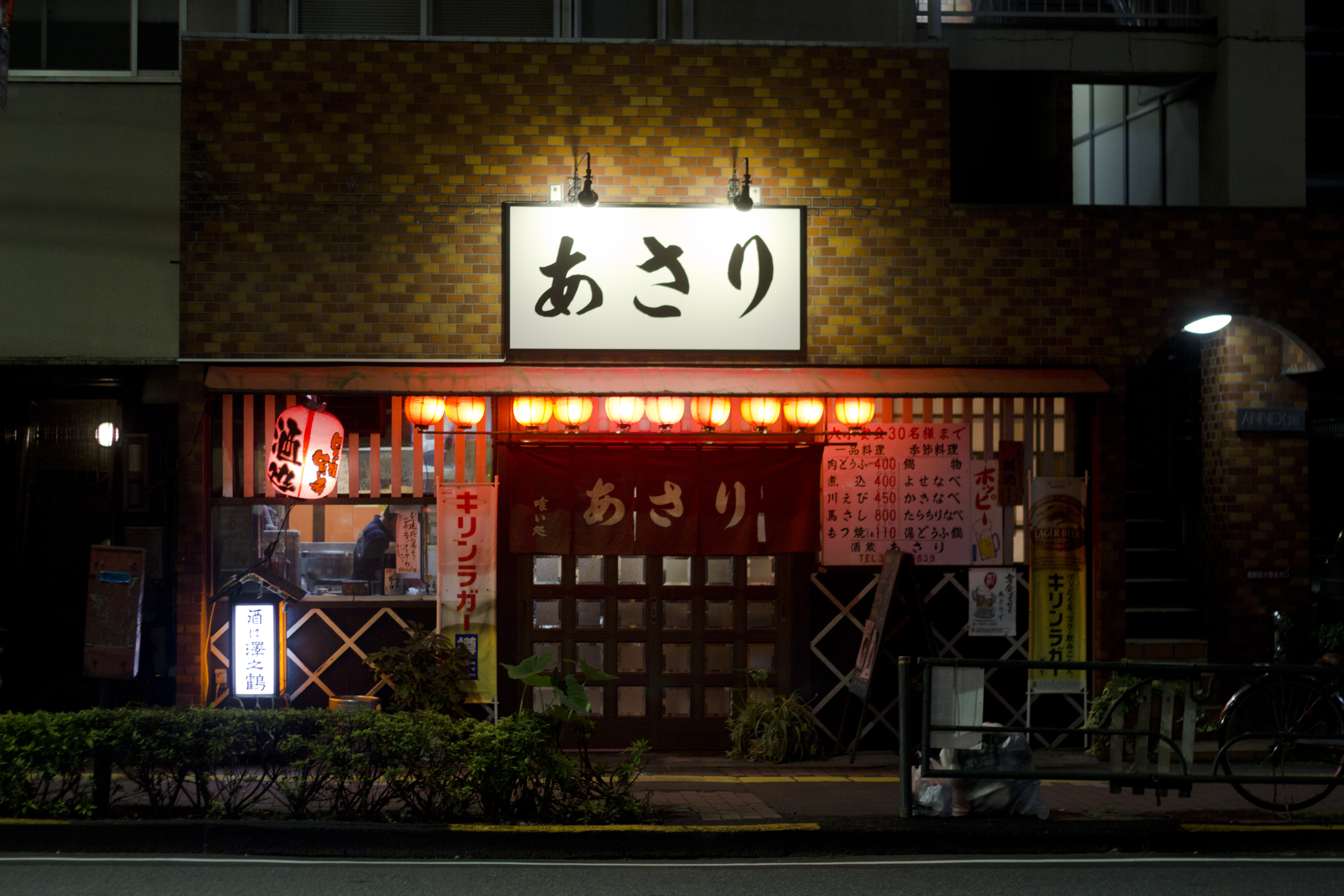
O izakaya în Gotanda, Tokyo. Panoul din dreapta afișează un meniu cu regulată feluri de mâncare (stânga) și sezonul de intrare – nabe (dreapta).

Izakaya (居酒屋?) (japoneză: [izakaja]) este un tip de local informal japonez. Acestea sunt de obicei frecventate seara, după terminarea serviciului. Sunt deseori comparate cu pub-urile irlandeze, barurile tapas și tavernele și saloanele americane.

## Etimologie
Cuvântul izakaya este compus din i (a rămâne) și sakaya (magazin de sake), indicând faptul că izakaya provine de la magazinele de sake care permiteau clienților să stea și să consume această băutură. Izakaya sunt uneori numite akachōchin (felinar roșu) în limbajul uzual, deoarece astfel de felinare de hârtie sunt în mod tradițional agățate în fața lor.

## Istoric

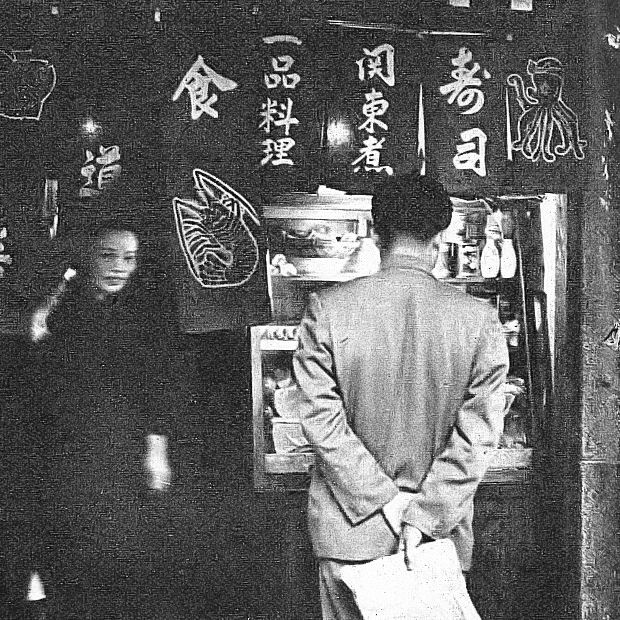
Izakaya Taipei în 1951

Istoricul Penelope Francks notează că dezvoltarea izakaya în Japonia, mai ales în perioada Edo și de-a lungul principalelor drumuri, a avut loc în urma creșterii consumului de sake, pe măsură ce a devenit un bun de consum începând cu sfârșitul secolului al XVIII-lea. Înainte de perioada Meiji, oamenii beau alcool în magazinele de sake stând în picioare. Unele magazine au început să folosească butoaie pe post de scaune. Mai târziu au fost adăugate și gustări.
Un local izakaya din Tokyo a apărut în știrile internaționale în 1962, când Robert F. Kennedy a mâncat acolo în timpul unei întâlniri cu diverși lideri japonezi.

## Stil

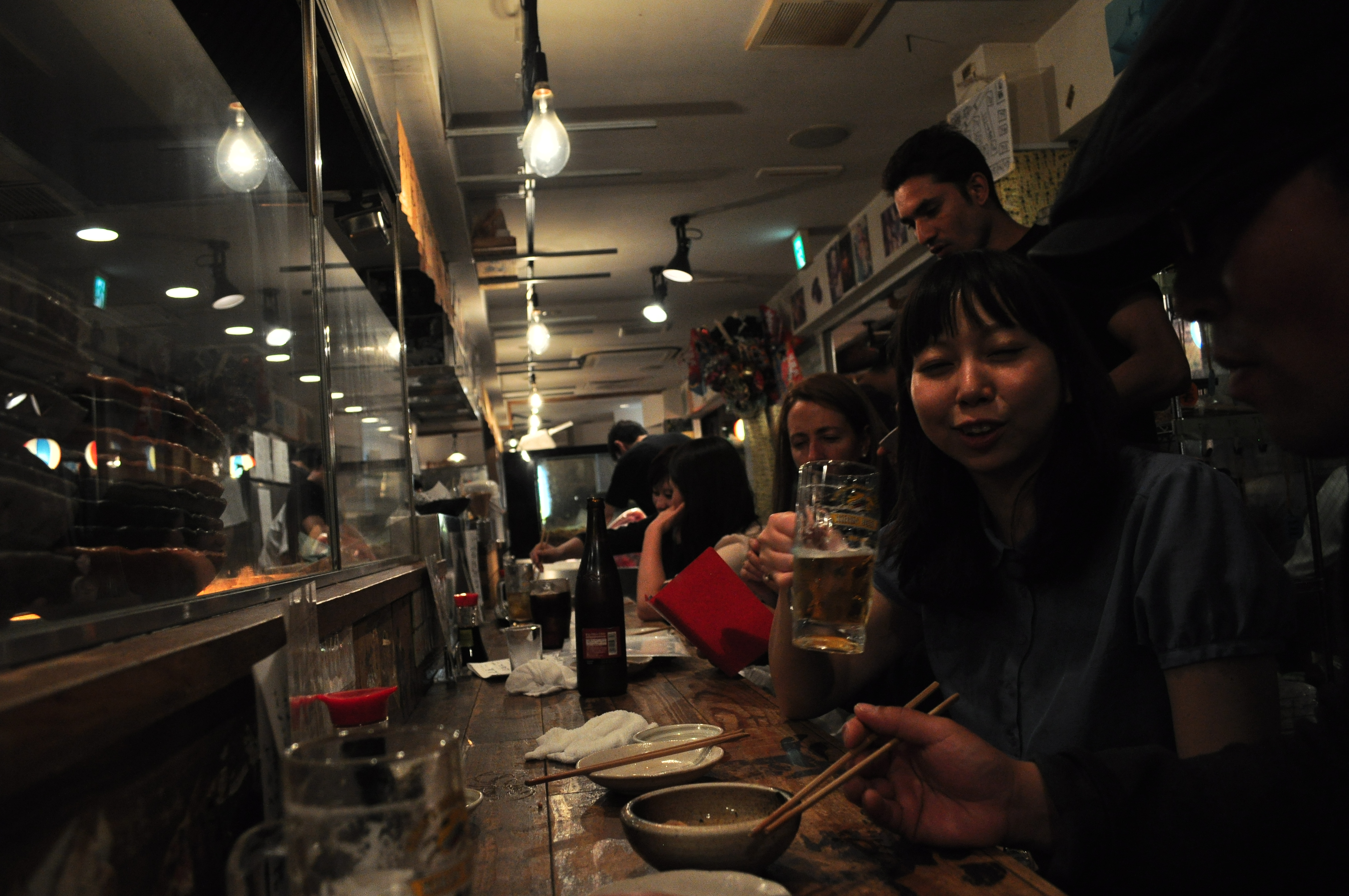
Oamenii la izakaya, stând la bar cu fața la bucătărie.

Izakaya este de multe ori asemănat cu taverne sau baruri, dar există câteva diferențe.
În funcție de izakaya, clienții stau fie pe rogojini tatami și mănâncă de pe mese mici, în stil tradițional japonez, fie stau pe scaune și consumă băuturi și mâncare la mese uzuale. Multe izakaya oferă ambele variante, precum și locuri la bar. Unele restaurante izakaya sunt, de asemenea, în stilul tachi-nomi, literalmente tradus ca „bea stând în picioare”.
De obicei, clienților le sunt oferite oshibori (prosop umed) pentru a-și curăța mâinile. Prosoapele sunt reci vara și calde iarna. Apoi este servită o mică gustare, numită otōshi în zona Tokyo sau tsukidashi în zona Osaka-Kobe. Acesta este un obicei local și este taxat pe nota de plată în locul unei taxe de intrare.
Meniul poate fi pe masă, afișat pe pereți, sau ambele. Meniuri cu fotografii sunt uzuale în izakaya mai mari. Mâncarea și băuturile sunt comandate pe parcursul șederii, după cum se dorește. Acestea sunt aduse la masă, iar nota de plată este calculată la plecare. Spre deosebire de alte stiluri japoneze de a mânca, mâncarea este de obicei împărțită de toată lumea de la masă, ca într-un tapas spaniol.
Este obișnuit pentru izakaya (precum și multe altele) în Japonia stilul nomi-hōdai („cât poți să bei”) și tabe-hōdai („cât poți să mănânci”). Pentru un preț fix de persoană, clienții pot continua să comande câtă mâncare și/sau băutură doresc, de obicei într-o limită de timp de două sau trei ore.
Servitul mesei la izakaya poate fi intimidant pentru străini din cauza varietății mari de mâncăruri din meniu și ritmul oarecum lent. Mâncarea este în mod normal comandată încet dar continuu, pe măsură ce se consumă, și nu toată deodată. Bucătăria va servi mâncarea când aceasta este gata și nu respectând ordinea felurilor de mâncare, așa cum se procedează în restaurante occidentale. De obicei, o bere este comandată atunci când clienții se așează, înainte de a studia meniul. Prima dată sunt comandate feluri de mâncare care se pregătesc foarte repede, precum hiyayakko sau edamame. Urmează apoi feluri mai complicate și cu diferite ingrediente, cum ar fi yakitori sau kara-age, iar la final se comandă un fel de mâncare cu orez sau tăiței pentru a crea senzația de sațietate.

## Feluri de mâncare tipice

Un mock-up de o izakaya stil de meniu

Multitudinea de izakaya oferă o largă varietate de feluri de mâncare. Printre felurile care sunt disponibile de obicei se numără:

### Băuturi alcoolice
- Sake (nihonshu)[15] este un vin japonez de orez, care este fabricat prin fermentarea orezului, după ce a fost decorticat. Spre deosebire de vin, alcoolul din sake este produs prin transformarea amidonului în zaharuri.
- Bere (biiru)
- Shōchū
- Cocktail-uri
  - Sawā
  - Chūhai
- Vin
- Whisky

Unele localuri oferă servicii de păstrare a sticlei: un client poate achiziționa o sticlă de alcool (de obicei shōchū sau whisky) și poate cere localului păstrarea a ceea ce nu se consumă din ea pentru o viitoare vizită.

### Mâncare

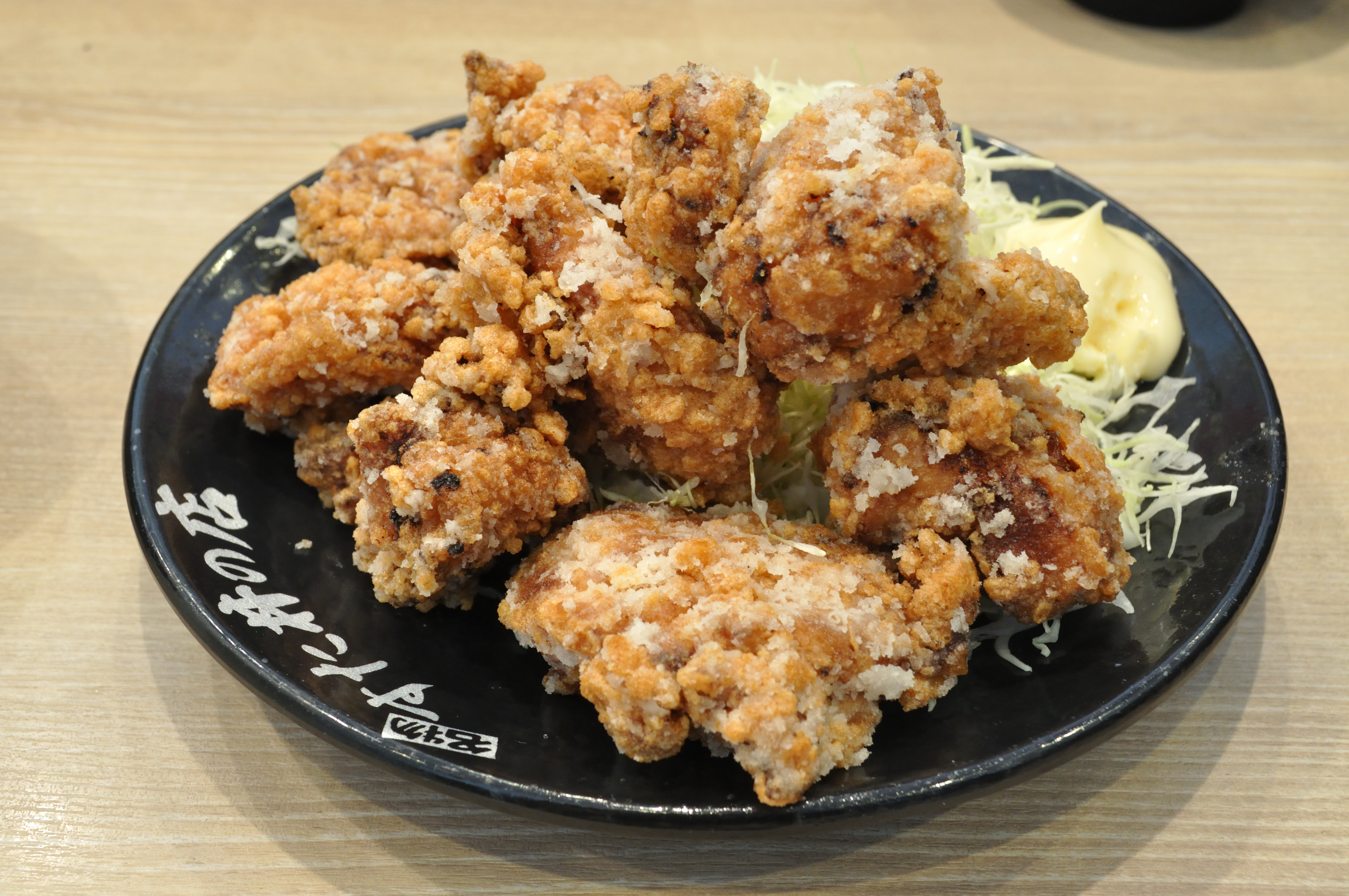
Pui karaage

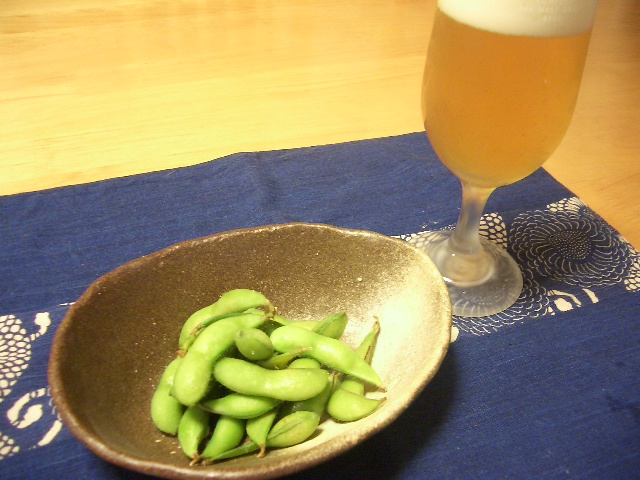
Edamame și bere

Mâncarea la izakaya este, de obicei, mult mai consistentă decât la tapas sau mezze. Multe feluri sunt concepute pentru a fi împărțite.
- Edamame – păstăi de soia fierte și sărate
- Goma-ae – diverse legume servite cu sos de susan[17]
- Karaage – bucăți mici de pui prăjit
- Kushiyaki – carne la grătar sau frigărui de legume
- Salate
- Sashimi – felii de pește crud
- Tebasaki – aripi de pui
- Tofu
  - Agedashi dofu – tofu prăjit, în supă
  - Hiyayakko – tofu rece cu topping-uri
- Tsukemono – murături
- Tăiței yakisoba
- Yakitori – pui frigărui

Feluri de mâncare cu orez, precum ochazuke, și feluri de mâncare cu tăiței, cum ar fi yakisoba, sunt uneori consumate la sfârșit. De principiu, japonezii nu mănâncă orez sau tăiței (shushoku – „aliment de bază”) în timp ce consumă alcool, deoarece sake, fiind preparat din orez, înlocuiește orezul tradițional dintr-o masă.

## Tipuri
Izakaya au fost în mod tradițional locuri unde bărbații de rând beau sake și bere după muncă. Această tendință este completată de o populație în creștere de femei independente și studenți. Multe izakaya de astăzi contribuie la o diversificare a clientelei prin oferirea de cocktailuri și vinuri, precum și prin îmbunătățirea aspectului interior. Lanțurile de izakaya au de multe ori localuri mai mari și oferă o selecție largă de alimente și băuturi, permițându-le să găzduiască grupuri mari, uneori zgomotoase. Watami, Shoya, Shirokiya, Tsubohachi și Murasaki sunt câteva lanțuri bine cunoscute în Japonia.

### Akachōchin

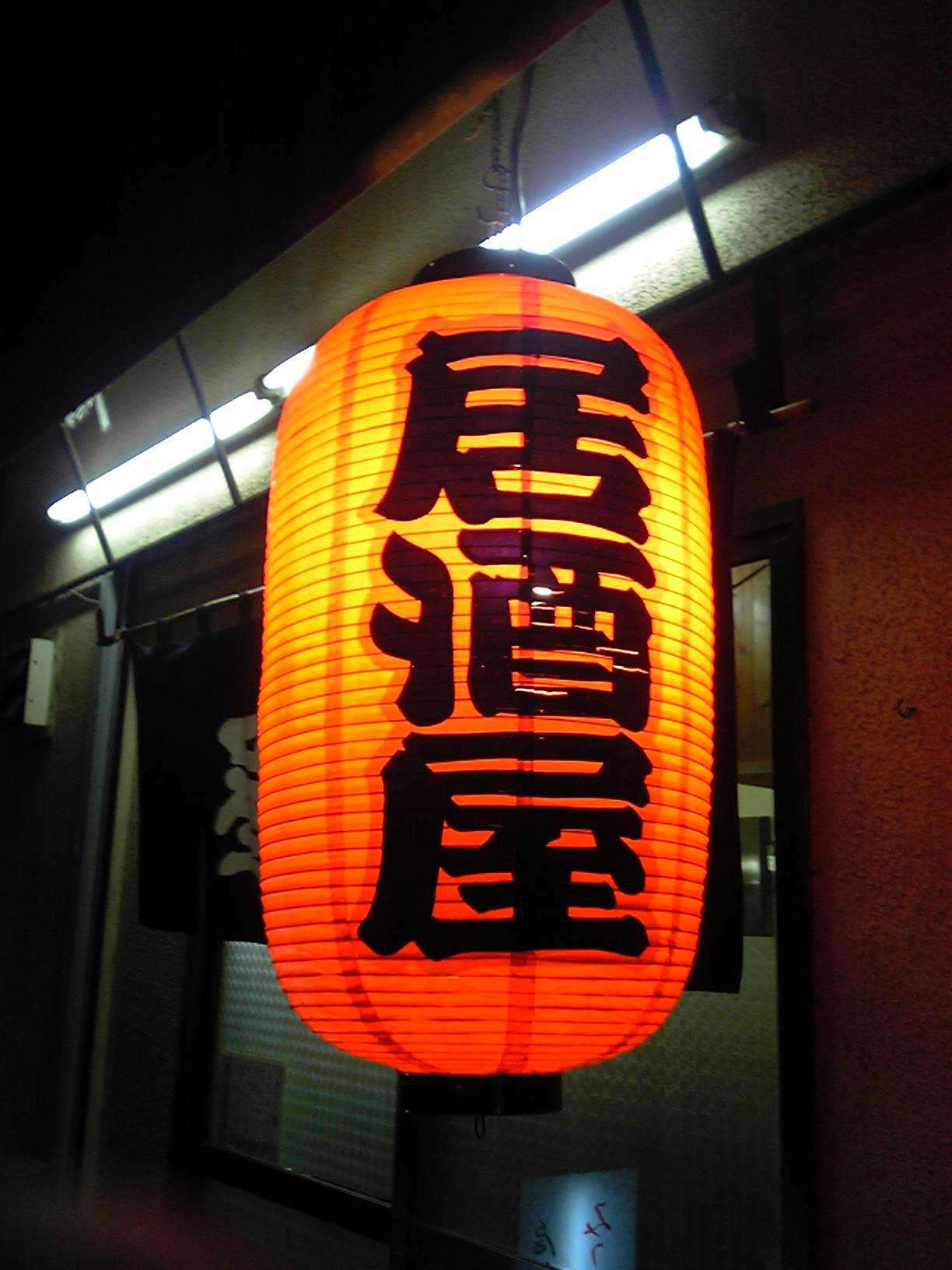
Akachōchin („felinar roșu”) cu kanji "Izakaya" scris pe el

Izakaya sunt adesea numite akachōchin („felinar roșu”), după felinarele roșii de hârtie agățate în mod tradițional afară. Astăzi, termenul se referă de obicei la localurile mici, care nu fac parte din lanțuri. Unele localuri care nu sunt izakaya agață și ele, uneori, felinare roșii.

### Cosplay
Izakaya cosplay au devenit populare în anii 2000. Personalul poartă costume în timp ce servesc clienții. Uneori, sunt organizate și spectacole. Printre costume se numără și cele de majordom și cameristă.

### Oden-ya
Localurile specializate în oden sunt numite oden-ya. De obicei sunt sub formă de tarabe stradale cu scaune și sunt populare pe timp de iarnă.

### Robatayaki
Robatayaki sunt locuri în care clienții stau în jurul unui foc deschis pe care bucătari frig fructe de mare și legume. Ingredientele proaspete sunt expuse, iar clienții arată ce vor ori de câte ori doresc să comande.

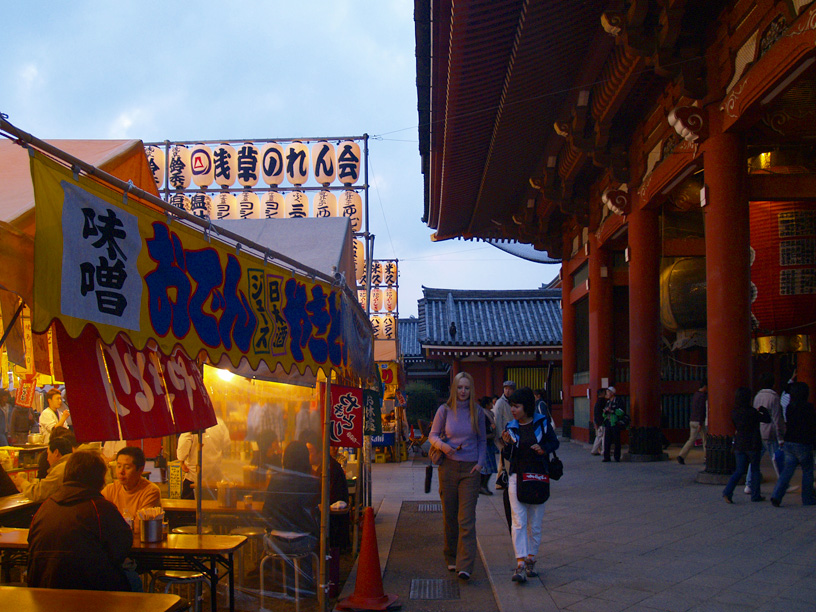
Standuri oden de stradă, în proprietatea Sensōji în Asakusa
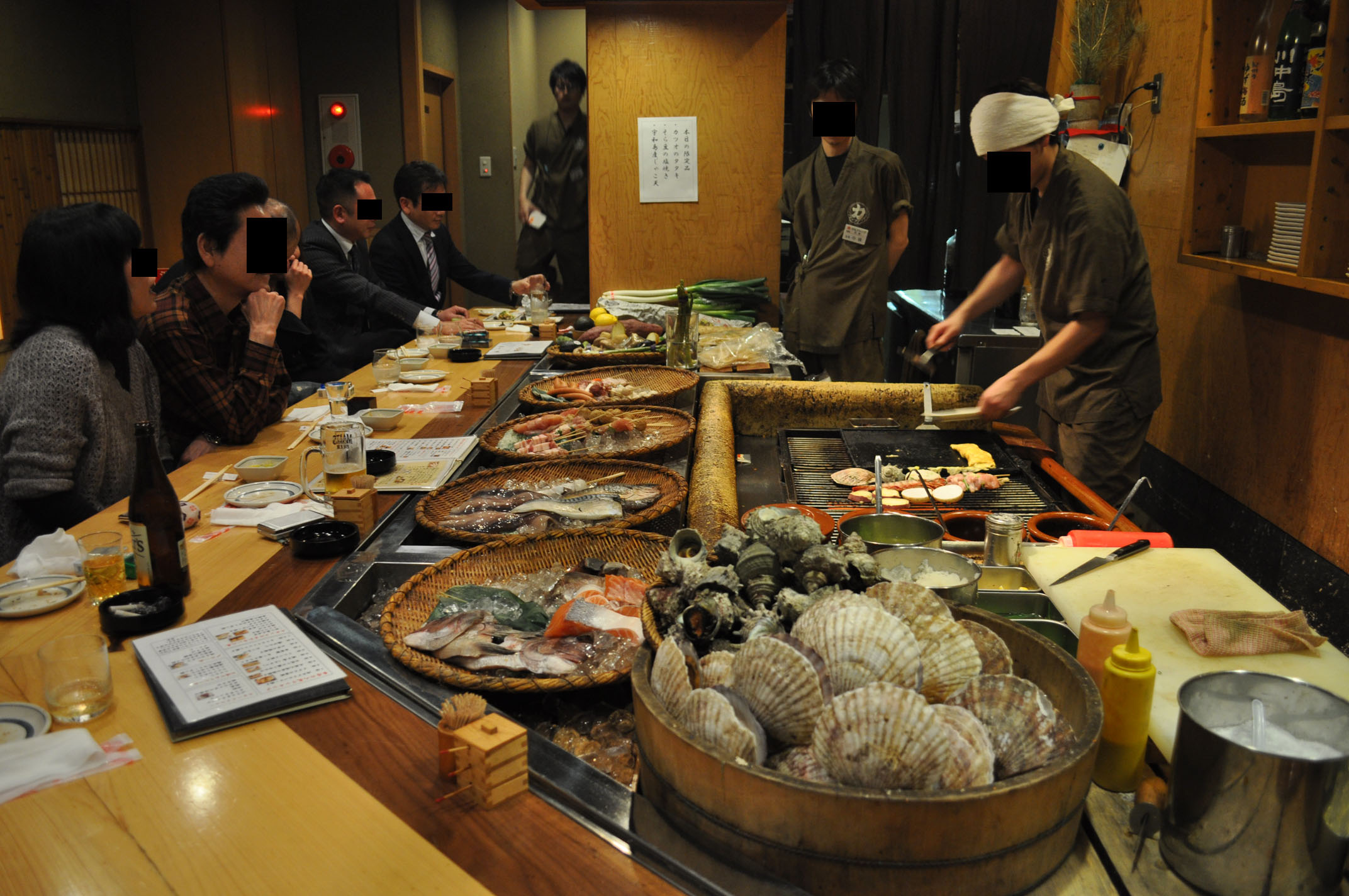
Activitate la un robatayaki. Fructe de mare și legume pentru gătit

### Yakitori-ya

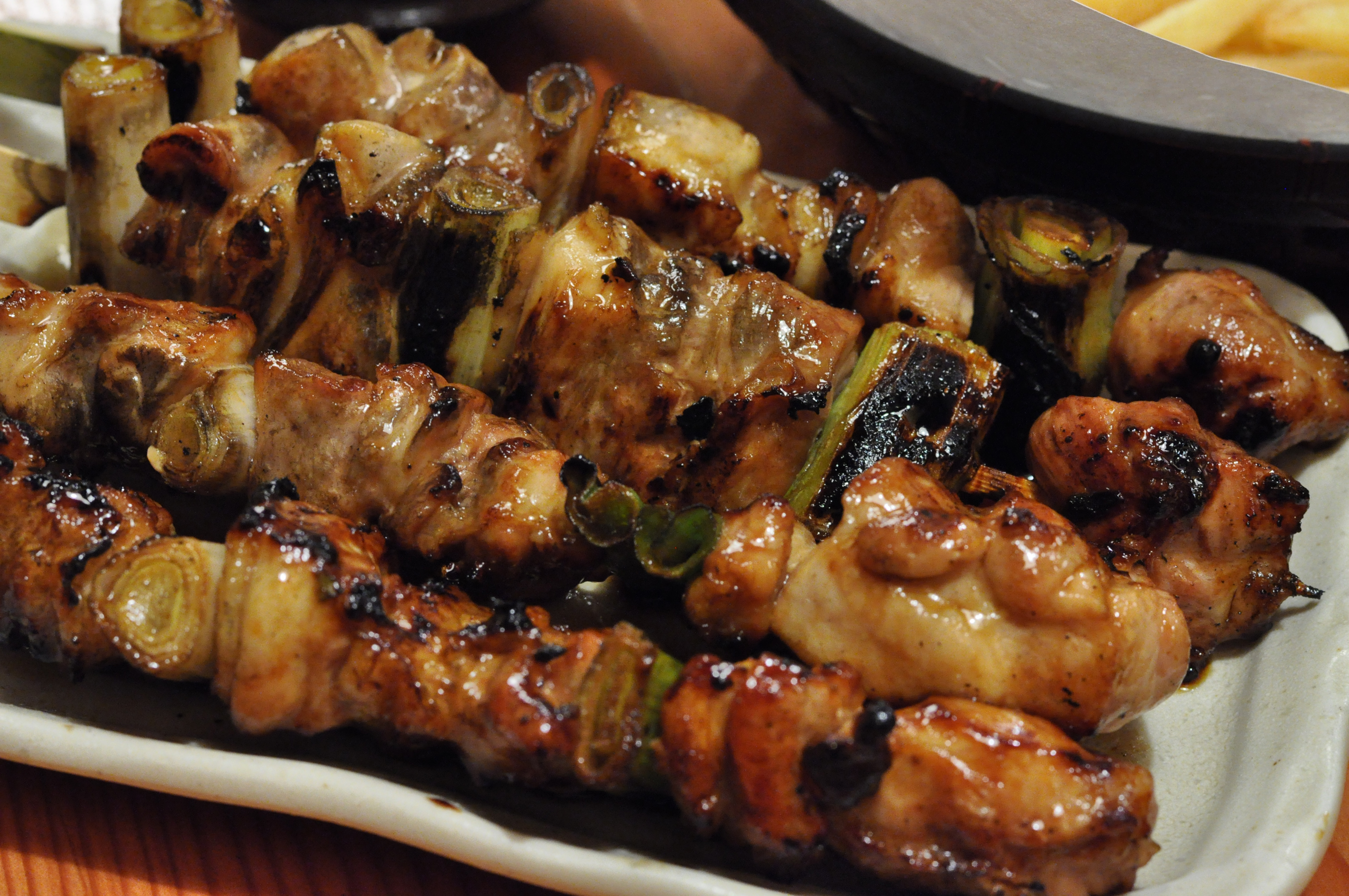
Frigărui de pui (yakitori)

Yakitori-ya este specializat în yakitori. Frigăruile de pui sunt de multe ori fripte în fața clienților.